# 梅成
梅 成（ばい せい、? - 209年）は、中国後漢時代末期の武将。揚州廬江郡の人の可能性が高い。

## 生涯
| 姓名           | 梅成                         |
| 時代           | 後漢時代                     |
| 生没年         | 生年不詳 - 建安14年（209年） |
| 字・別号       | 〔不詳〕                     |
| 本貫・出身地等 | 揚州廬江郡?                  |
| 職官           | 〔不詳〕                     |
| 爵位・号等     | -                            |
| 陣営・所属等   | 〔独立勢力〕                 |
| 家族・一族     | 〔不詳〕                     |

灊山（せんざん）を根拠地にして活動した、後漢末の群雄の1人である。
曹操が荊州を平定した頃、梅成は盟友の陳蘭と共に、氐族の居住地で曹操に対して反乱を起こした。まもなく曹操軍の于禁・臧覇の征討を受け、梅成は一旦降伏したが、すぐに灊山へ逃げ込んで陳蘭と合流した。灊山は険阻な要害であり、また孫権軍の韓当の援軍も受けたが、梅成・陳蘭は曹操軍の張遼の猛攻に敗北し、共に斬首された。建安14年（209年）の事である。
なお、建安5年（200年）に数万人の兵を集めて長江・淮河一帯で暴れまわった人物に、陳蘭・雷緒（雷薄の事か、あるいは雷薄の縁者か）の他、梅乾という人物がいる。この人物は梅成と同一人物か、または血縁人物の可能性がある。
小説『三国志演義』には登場しない。